# Røvskubber
En røvskubber er i folkemunde navnet for en knallerttype, hvor motoren er monteret over baghjulet. Den var særdeles udbredt i 1950'erne. Egentlig er der tale om en cykel med hjælpemotor.
I Danmark produceredes de bl.a. af BFC-fabrikken i Skuderløse samt Diesella i Kolding. 